# Vorfrühling

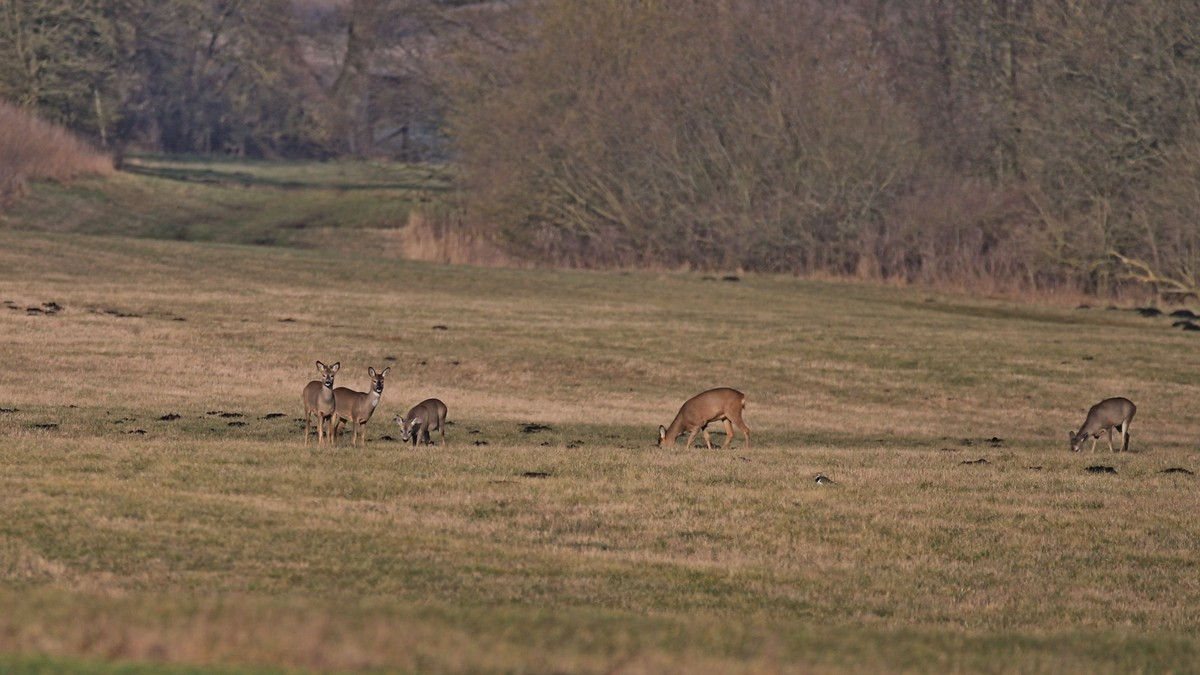
Rehe im Mecklenburger Vorfrühling

Als Vorfrühling bezeichnet man in der Meteorologie die Frühphase des Frühlings. Dies ist im Allgemeinen in der nördlichen gemäßigten Zone die Zeit von Mitte Februar bis Ende März. Nach anderen Konzepten ist es speziell die Monatsmitte des März, beziehungsweise in der Phänologie das Einsetzen der Vegetationsperiode.

## Begriff

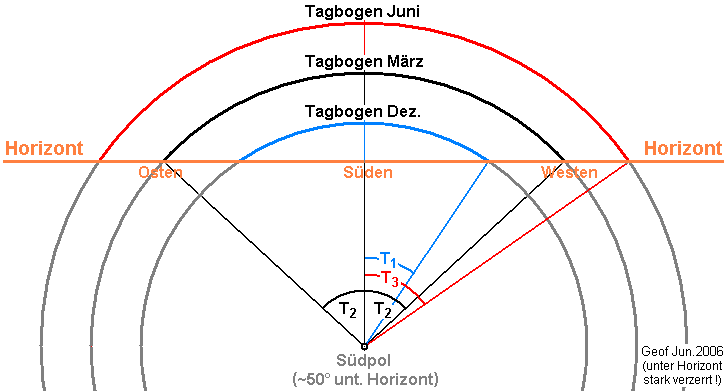
Tagbögen der Sonne in Mitteleuropa, Blick nach Süden (schematisch)

Der meteorologische Frühlingsbeginn liegt – im statistischen Mittel – am 1. März, daher nennt man allgemein das erste Drittel des meteorologischen Frühlings Vorfrühling. Der Termin ist um drei Wochen gegen den astronomischen Frühlingsbeginn, der Frühlings-Tag-und-Nacht-Gleiche (dem aufsteigenden Äquinoktium, um den 21. März) verschoben. Tatsächlich endet der Spätwinter in mittleren Breiten durchschnittlich (Stand 2012) etwa Mitte bis Ende Februar, während das astronomische Konzept, das primär aus der Berechnung des Osterdatums kommt, das Maximum des einsetzenden Frühlings beschreiben soll: Um die Tagundnachtgleiche ist die tägliche Verlängerung des lichten Tages am höchsten, innerhalb einer Woche verlängert sich der Tag je nach Breitengrad etwa 23 (Bern bzw. Bozen) bis 30 Minuten (Hamburg, bis über 4 min/d). In höheren Lagen und Breiten kann sich der Spätwinter bis in den April oder gar Mai ziehen. Danach geht der Vorfrühling in den Mittfrühling (Erstfrühling) über.
Hermann Flohn hat in den 1940ern den Begriff des Vorfrühling (abgekürzt Fv) als Singularität auf den Zeitraum zwischen dem 13./14. und 22.–24. März spezifiziert. Diese Definition beschreibt eine für Mitteleuropa typische Hochdrucklage. Darauf folgt dann um Beginn der letzten Märzwoche des Öfteren ein Kälteeinbruch, der Märzwinter (Vormonsunwelle) genannt wird. Andere Autoren haben dann auch einen Ersten und Zweiten Vorfrühling definiert, etwa im Intervall 23.–27. März resp. 3.–4. April. Allzu feingliedrige Unterteilungen der meteorologischen Jahreszeiten haben sich aber nicht durchgesetzt, meist sind sie zu lokal, oder sind mit Eintrittshäufigkeiten um 50 % zu wenig signifikant.
Der phänologische Kalender bestimmt das tatsächliche Eintreten des Vegetationsbeginns im Jahr. Um das messen zu können, bestimmt man Zeigerpflanzen und/oder charakteristisches Tierverhalten, über das man statistisch das Fortschreiten von Süd nach Nord ermitteln kann (Isochronenmodell), und wie weit das Jahr vor Ort im Vergleich zu anderen fortgeschritten ist. Der Vorfrühling als Phänologische Jahreszeit beginnt in Mitteleuropa meist Ende Februar oder Anfang März.
- Angezeigt wird er durch die Blüte[5] von Haselnuss, Schneeglöckchen, Frühlingsknotenblume, Schwarz-Erle oder Salweide, die Vollblüte des Winter-Jasmins, in den Alpen den Austrieb[6] des Bergahorn. Landwirtschaftlicher Zeiger ist das Schossen[7] im Dauergrünland.
- Sobald die überschüssige Winterfeuchtigkeit von den Böden verschwunden ist, beginnt die landwirtschaftliche Tätigkeit. Hier verwendet man als Zeiger Aussaat[8] und/oder Austrieb/Aufgang[9] des Sommergetreides, je nach örtlichem Hauptgetreide (etwa Sommergerste und -hafer für Österreich).[4]

Die typischen Vorfrühlingblüher sind meist „Hummelblumen“, weil die Hummeln eine Bienengruppe sind, die bei viel tieferen Temperaturen fliegen können und daher früher mit dem Bestäuben beginnen können.
Im traditionellen chinesischen Kalender, auch „(chinesischer) Bauernkalender“ genannt, der das Jahr in 24 Untergliederungen teilt, fällt „Frühlingsanfang“ (立春,  lìchūn) auf den 4./5. Februar, „Regenwasser“ (雨水,  yǔshuǐ) auf den 19./20. Februar, „Erwachen der Insekten“  (驚蟄,  jīngzhé) auf den 5./6. März, und die Frühlings-Tagundnachtgleiche 20./21. März heißt „Mittfrühling“ (春分,  chūnfēn). Nach den Wetterregeln, die vor allem für Nordchina gelten, ist nach Lichun die Zeit des Frühjahrspflügens; nach Yushui sollte es keinen Schnee mehr geben. Das Neujahrsfest (Frühlingsfest), das nach dem Mondkalender gerechnet wird, fällt zwischen den 21. Januar und 21. Februar. 15 Tage danach, also zwischen 5. Februar und 7. März, beendet man die Frühlingsfeierlichkeiten mit dem Laternenfest. 

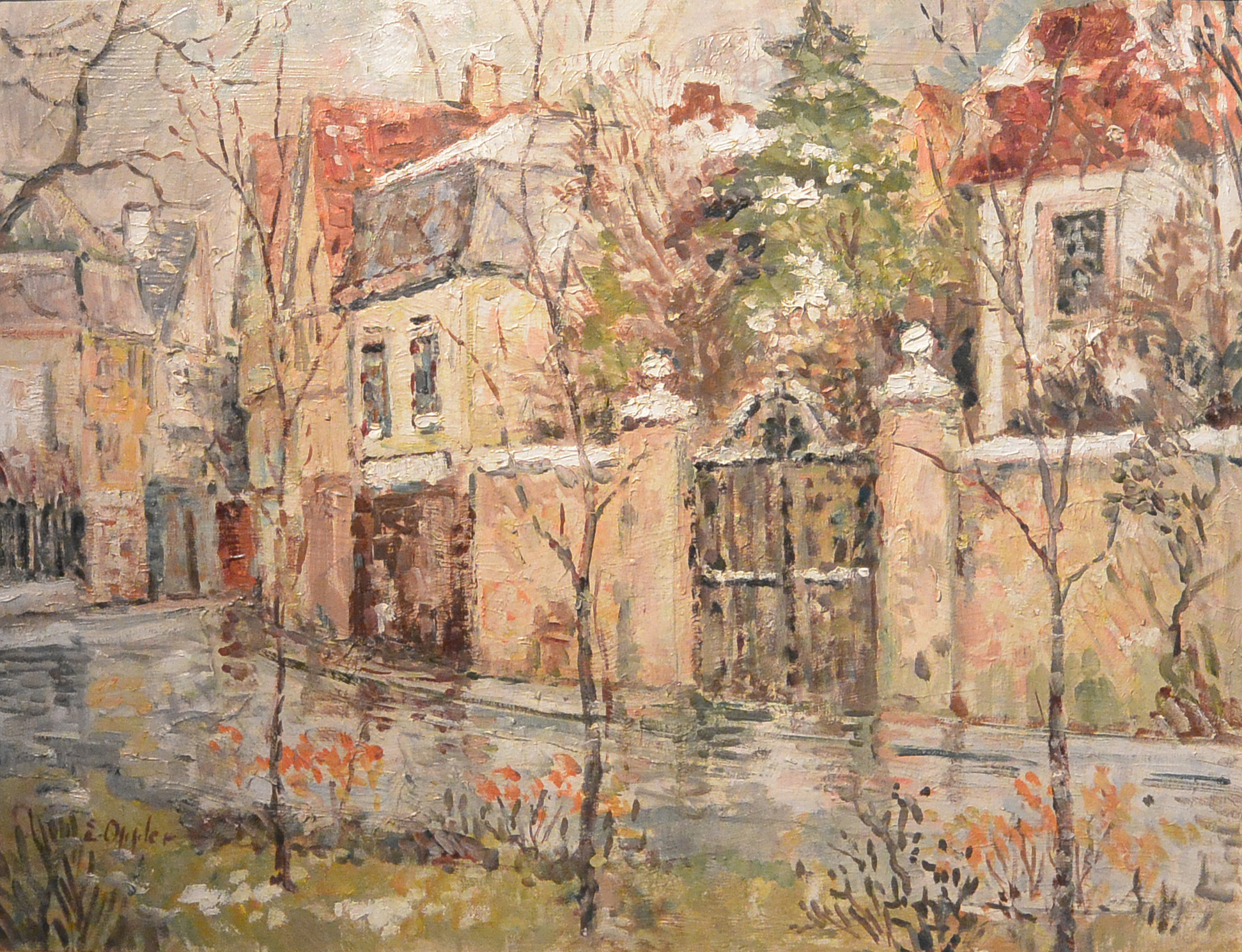
Straße im Schnee / Vorfrühling von Ernst Oppler

Der Vorfrühling wurde auch in der Kultur mehrfach behandelt: Insbesondere die phänomenologische Vielfalt einer Jahreszeit des Übergangs reizte die Schriftsteller zu einer Auseinandersetzung. Bekannte Vorfrühlingsgedichte verfassten etwa Hugo von Hofmannsthal und der expressionistische Dichter August Stramm. Von Ernst Oppler sind zwei Gemälde überliefert, die den Vorfrühling thematisieren: Straße im Schnee / Vorfrühling und Brücke im Vorfrühling.